# سازمان صنایع هوایی ایران
سازمان صنایع هوایی ایران سازمان دولتی زیرمجموعهٔ وزارت دفاع و پشتیبانی نیروهای مسلح است، که در سال ۱۳۸۳ با هدف متمرکزسازی، طرح‌ریزی، کنترل و ادارهٔ صنایع هوایی نظامی ایران تأسیس شد.

## تاریخچه

### شروع صنعت هوایی
اولین تلاش‌ها برای ایجاد صنعت هوایی در ایران توسط رضاشاه انجام شد. رضا پهلوی به‌منظور کاستن هزینه‌های خرید هواپیماهای نظامی دستور داد تا کارخانه‌ای برای ساخت هواپیما احداث شود و مرداد ۱۳۱۲ مهندسی سوئدی بنام لارسون را مأمور برنامه‌ریزی و ساماندهی این کارخانه کرد. لوازم اولیه از کشورهای مانند فرانسه و انگلیس و شرکت پرت اند ویتنی آمریکا خریداری می‌شد و مهندسان همین کشورها شروع به ساخت اولین هواپیماها در ایران کردند. کارخانه هواپیماسازی شهباز با این ساختار به‌طور رسمی در ۲۱ شهریور ۱۳۱۵ افتتاح شد و در زمان فعالیت خود سه نوع هواپیما تولید می‌کرد. نخستین هواپیمای ساخته شده در این کارخانه بمب افکن دی هاویلند تایگر موث بود که در مهر ۱۳۱۶ تکمیل و به نیروی هوایی شاهنشاهی ایران تحویل شد. همچنین این کارخانه تعدادی از مدل‌های مختلف هواپیمای هاوکر تولید و تحویل نیروی هوایی شاهنشاهی داد. سال ۱۳۱۶ جهت توسعه نیروی هوایی، سفارشی تنظیم شد برای مونتاژ ۳۵ فروند هواپیمای دو نفره هاوکر هایند که با هواگرد بریستول مرکوری طراحی شده بود. بعد از مونتاژ در اهواز اولین پرواز آزمایشی اردیبهشت ۱۳۱۷ انجام شد. ابتدا ۱۸ فروند در فرودگاه اهواز و ۱۷ فروند در تهران مستقر شدند، اما سال بعد همگی در مدرسه آموزش پرواز تهران مستقر شدند. مونتاژ ۲۰ فروند هواپیمای هاوکر هایند دیگر همزمان با تولید قطعات بدنه هواپیما در بهمن ۱۳۱۸ آغاز شد. این هواپیماها حدوداً دو سال بعد آماده شدند. با شروع جنگ جهانی دوم و اشغال ایران در جنگ جهانی دوم، نیروی تازه تأسیس هوایی ایران و صنعت هوایی ایران توسط هواپیماهای روسی و انگلیسی به طور کامل تخریب شد.
از آن پس تا سال‌ها ایران دیگر نتوانست هواپیمایی تولید کند و به واردکننده مطلق هواپیما تبدیل شد. این امر باعث عقب‌افتادگی شدید ایران از صنعت هوایی جهان شد زیرا در طی جنگ جهانی دوم هواپیماها حتی به موتورهای جت نیز مجهز شدند.

### ورود اولین دانش‌های مهندسی
با اینکه در زمان رضاشاه صنعت هوایی در ایران تشکیل شده بود اما به دلیل آن که تمامی مهندسان تولیدکننده خارجی بودند، دانش این صنعت عملاً در ایران وجود نداشت. واردات هواپیما تا انقلاب ۱۳۵۷ ادامه داشت و در طول این دوره محمدرضا شاه پهلوی که در دوران جنگ سرد به غرب گرایش داشت، با واردات انواع هواپیماهای مسافربری و جنگی و ترابری از کشورهای غربی توانست نیروی هوایی ایران را قدرتمند کند. اما این بار علاوه بر واردات دانش‌هایی نیز در زمینه تعمیر و نگهداری هواپیماها به ایران وارد شد و برخی مهندسان ایرانی نیز در تعمیر و نگهداری هواپیماها نقش داشتند. حتی محمدرضا پهلوی در اواخر حکومت خود قصد داشت که خط تولید اف-۱۴ تام‌کت را در ایران با همکاری ایالات متحده آمریکا راه‌اندازی کند و هزینه‌های آن نیز پرداخته شده‌بود اما با وقوع انقلاب این برنامه لغو شد.

### انقلاب ۱۳۵۷ و جنگ
با وقوع انقلاب ۱۳۵۷ جمهوری اسلامی ایران ناوگان هوایی خوبی را به ارث برد زیرا تعداد زیادی از انواع هواپیماهای پیشرفته وارداتی غربی را در اختیار داشت. همچنین با پیوستن همافران به انقلاب باعث شد که نیروی هوایی آسیب کمی از انقلاب ببیند. این موضوع توانست به ایران در جنگ ایران و عراق برتری‌های هوایی قابل توجهی نصیب کند اما از طرف دیگر جنگ باعث فرسودگی ناوگان هوایی ایران نیز می‌شد. همین موضوع باعث احساس نیاز کشور به نگهداری و بازسازی و حتی تولید هواپیماهای مختلف شد. نگهداری و بازسازی هواپیماها در طول جنگ به‌طور مداوم انجام می‌شد اما هواپیماهای کمی تا دهه ۷۰ تولید شد که آنها نیز اصلاً قابل مقایسه با تکنولوژی‌های روز نبودند. این هواپیماها بیشتر هواپیماهایی آموزشی چون تذرو بودند که اغلب نیز به تولید انبوه نرسیدند.

### اولین جنگنده جمهوری اسلامی
در دهه ۷۰ صنعت هوایی ایران پس از جنگ بسیار آسیب دیده بود و کشور در تحریم قرار داشت از این رو سران کشور تصمیم به بومی سازی هواپیماها گرفتند و در همان دهه ۷۰ اولین هواپیماها با مهندسی‌های معکوس از روی نورثروپ اف-۵ تولید شدند. هواپیماهایی چون آذرخش و جنگنده آموزشی سیمرغ که برخی نیز به تولید انبوه رسیدند.

### دهه ۸۰
در سال ۱۳۸۱ قانونی در مجلس شورای اسلامی تصویب شد که طی آن قرار بود سازمانی تحت عنوان سازمان صنایع هوایی‌نیروهای مسلح ایجاد شود تا صنعت هواپیماسازی نیز همچون صنایع دفاع (متمرکز شده در سال۱۳۶۰) و صنعت هوافضا (متمرکز شده در سال ۱۳۸۴) متمرکز شود اما این قانون تا سال ۱۳۸۳ الزامی و اجرایی نشد و سپس در سال ۱۳۸۳ بود که سازمان صنایع هوایی تأسیس شد. مالک این سازمان طبق آن مصوبه وزارت دفاع و پشتیبانی نیروهای مسلح بود و خود نیز از ادغام شرکت‌هایی دولتی ایجاد می‌شد. شرکت‌هایی که در سازمان صنایع فضایی ادغام شدند چهار شرکت بودند:
- شرکت صنایع هواپیمایی ایران (صها)
- شرکت پشتیبانی و نوسازی هلیکوپترهای ایران (پنها)
- شرکت صنایع هواپیماسازی ایران (هسا)
- شرکت صنایع هوایی قدس

که شرکت پنها بین سازمان صنایع دفاع و سازمان صنایع هوایی مشترک بود. بودجه اولیه سازمان صنایع هوایی صد میلیون ریال بود. دفتر مرکزی آن نیز در تهران قرار گرفت و وظایف آن نیز به شرح زیر تعریف شد:
1. مدیریت سهام یا سرمایه سازمان در شرکت‌ها و واحدهایی که تمام یا بخشی از سهام یا سرمایه آن‌ها متعلق به سازمان است.
2. هدایت، حمایت و برنامه‌ریزی در خصوص ایجاد، توسعه، تکمیل، نوسازی و بهسازی صنایع هوایی.
3. ارایه پیشنهاد در خصوص تعرفه گمرکی و سود بازرگانی صنایع هوایی.
4. نظارت بر امور مدیریت و فعالیت شرکت‌های زیرمجموعه از قبیل حسابرسی داخلی، بررسی انطباق فعالیت‌ها با قوانین و مقررات جاری و استانداردها، نظارت بر وضعیت انعقاد و اجرای قراردادها و معاملات داخلی و خارجی، بررسی انطباق فعالیت‌ها با اهداف و برنامه‌های مصوب و بازرسی‌های دوره‌ای.
5. تدوین ضوابط و استانداردهای فنی مربوط به طراحی، تولید محصولات و خدمات شرکت‌های زیرمجموعه و نگهداری و بهره‌برداری از تأسیسات و تجهیزات آنها.
6. اخذ هرگونه تسهیلات مالی از منابع داخلی و خارجی، عرضه اوراق مشارکت داخلی و خارجی و سایر روش‌های تأمین منابع مالی با اخذ مجوز از مراجع ذی‌ربط.
7. مدیریت، توسعه و تأمین منابع مالی براساس برنامه‌های مصوب و استفاده بهینه از این منابع، از طریق برقراری تسهیلات و گردش منابع مالی بین سازمان و شرکت‌های زیرمجموعه.
8. حمایت از فعالیت‌های آموزشی، پژوهشی و علمی در زمینه‌های تخصصی مرتبط.
9. تدوین شاخص‌ها و برنامه‌ریزی و انجام اقدامات لازم به‌منظور توسعه منابع انسانی و تربیت مدیران موردنیاز در سازمان و شرکت‌های زیرمجموعه.
10. انجام مطالعات لازم و تدوین معیارهای توسعه فناوری، انتقال دانش فنی، بهره‌وری و اطلاع‌رسانی در زمینه‌های مرتبط.
11. عضویت و مشارکت در مجامع و نهادهای تخصصی داخلی، منطقه‌ای و بین‌المللی
12. اقدام به مشارکت و سرمایه‌گذاری در داخل و خارج از کشور در چارچوب اهداف مندرج در ماده (۱) قانون تشکیل.
13. ارایه هرگونه تضمین، تعهد و ظهرنویسی و قبول هرگونه ضمانت‌نامه و تعهدنامه در زمینه فعالیت شرکت‌های زیرمجموعه.
14. اخذ اطلاعات و دریافت گزارش سوانح هوایی از مبادی ذی‌ربط، جهت ارایه به شرکت‌های زیرمجموعه به منظور انجام تحقیقات و استفاده بهینه از قابلیت‌ها.
15. اقداماتی که اجرای وظایف سازمان مستلزم انجام آنها باشد یا به‌موجب قوانین و مقررات بر عهده سازمان قرار گیرد.
16. عرضه خدمات پشتیبانی، فنی، ستادی در حدود وظایف تخصصی سازمان به دستگاه‌های دولتی و غیردولتی.

### تأثیرهای تأسیس سازمان
پس از تأسیس سازمان در سال ۱۳۸۳ اقدامات زیادی در جهت بومی‌سازی صنعت هوایی ایران که جزو وظایف تعریف‌شده سازمان صنایع هوایی بود، انجام شد. از جمله این اقدامات می‌توان به مهندسی معکوس بسیاری از بالگردها در شرکت پنها، مهندسی معکوس نورثروپ اف-۵ در هسا، ایجاد کارخانه‌های تولید هواپیما با شراکت شرکت‌های خارجی چون آنتونوف و … اشاره کرد. همچنین سازمان صنایع هوایی امروزه بخش عمده پهپادهای ایران را تولید می‌کند که این موضوع باعث ایجاد قدرت نظامی خوبی در نیروهای مسلح ایران شده‌است.

## رؤسای سازمان
- محمدحسن تولایی
- حسین علایی ۱۳۸۰–۱۳۸۴
- مجید هدایت زاده ۱۳۸۴–۱۳۸۸
- منوچهر منطقی ۱۳۸۸–۱۳۹۴
- عبدالکریم بنی طرفی ۱۳۹۴–۱۳۹۸
- افشین خواجه‌فرد ۱۳۹۸-اکنون